# Scotura delineata
Scotura delineata är en fjärilsart som beskrevs av Paul Dognin 1923. Scotura delineata ingår i släktet Scotura och familjen tandspinnare. Inga underarter finns listade.